# Sen Dunsidan
(Terry Brooks,Tanequil)
Sen Dunsidan è un personaggio immaginario della serie di romanzi Shannara. È uno degli antagonisti principali nella trilogia de Il Druido Supremo di Shannara, ed il Primo Ministro della Federazione delle Terre del Sud.

## Storia
In principio era un semplice politico della Federazione ma, grazie alle sue abilità oratorie e al suo opportunismo, arrivò in pochi anni a ricoprire la carica di ministro nel governo federale: lui però voleva molto più potere. Quando la Strega di Ilse cominciò a tormentare le Terre del Sud, il politico si alleò con lei nella speranza di ottenere dei benefici che però non arrivarono mai; la strega infatti, lo usava per i suoi scopi, lo terrorizzava e lo faceva tacere senza ammettere repliche, attirandosi di conseguenza le sue ire.
Non ebbe mai il coraggio e l'ardire di ribellarsi a lei, ma quando partì per il misterioso continente di Parkasia, il politico sfruttò l'occasione per riconquistare il potere perduto: si alleò con l'oscuro maestro della strega, il Morgawr, che in cambio di un equipaggio gli promise il titolo di Primo Ministro. Sen Dunsidan gli fornì un nutrito gruppo di prigionieri del Prekkendor che lo stregone tramutò in morti viventi, privi di anima e capaci solo di ubbidire ai suoi ordini. Il giorno dopo il Primo Ministro in carica morì; Sen Dunsidan si candidò immediatamente per la successione e il suo avversario sparì misteriosamente.
Con questo circolo di sangue divenne Primo Ministro e seppe conservare la propria posizione per un ventennio, nonostante il ritorno di Grianne Ohmsford nelle Quattro Terre: temeva che per il suo tradimento sarebbe stato punito, invece la donna si rintanò nella fortezza di Paranor ignorandolo completamente. Temette sempre una sua vendetta e non riuscì a capacitarsi della trasformazione di Grianne, da Strega di Ilse ad Ard Rhys dei Druidi: la temeva soprattutto quando era invitato a Paranor per discutere una eventuale tregua con i Liberi, tregua che non si concretizzò mai. Era infatti ambizione del politico dominare le Quattro Terre, e per farlo occorreva controllare i Druidi, signori delle arti magiche, che avrebbero donato al suo esercito un vantaggio enorme; per questo motivo decise di eliminare Grianne Ohmsford e partecipò indirettamente alla congiura orchestrata da Shadea a'Ru.
Quando lei divenne il nuovo Ard Rhys si convinse di poterla manipolare ma presto comprese che l'instabilità dell'ordine impediva alla sua alleata di schierarsi a favore della Federazione: fu in quei giorni che il politico accettò come suo consigliere personale Iridia Eleri, alias Il Moric e conobbe Etan Orek, un ingegnere che aveva inventato una nuova arma che subito il politico mise a disposizione del proprio esercito.
Prudente e sospettoso, non cedette ai consigli del Moric che lo aizzava ad attaccare Arborlon, la capitale elfica: Sen Dunsidan voleva prima chiudere la guerra sul Prekkendor e poi assaltare le terre dei Liberi. Questa sua decisione gli costò la vita: il Moric uccise Etan Orek e sostituendosi a lui convinse Dunsidan a raggiungerlo nel proprio laboratorio dove fu infine ucciso.